# Fredrik Risp
Lars Fredrik Risp (né le 15 décembre 1980 à Lysekil) est un footballeur international suédois.

## Biographie
Il a commencé sa carrière de football aux Lysekils FF. 
Après une longue période à l'IFK Göteborg, il est transféré à Gençlerbirliği. Pendant la période des transferts de janvier 2007, il s'engage à Trabzonspor en compagnie d'Ayman Abdelaziz.
Il signe un contrat d'une durée de deux ans et demi avec Ankaraspor en janvier 2008.

## Sélection de Suède
Fredrik Risp débute en équipe nationale à Vaxjo le 31 janvier 2001 lors d'un match amical face aux Îles Féroé qui se termine sur un résultat nul (0-0).
Risp ne revient en sélection qu'en 2005 lors d'une tournée en Californie en janvier, étant titulaire à deux reprises.
Par la suite, on le revoit en 2008 ; il est en effet sélectionné pour le match amical du 26 mars 2008 à Londres contre le Brésil sans toutefois y participer.

## Palmarès
Vierge